# 蒙斯塔布
蒙斯塔布（德語：Monstab）是德国图林根州的市镇，隶属于阿尔滕堡地区县。总面积为5.66平方千米，截至2023年12月31日总人口为383人。